# Human (Brandy-album)
A Human című album Brandy amerikai énekesnő hatodik albuma és ötödik stúdióalbuma. 2008-ban jelent meg. Ez Brandy első albuma az Epic Recordsnál (előző kiadóját, az Atlantic Recordsot 2005-ben hagyta ott). Az album nagy részének a producere Rodney „Darkchild” Jerkins, de közreműködik rajta producerként LaShawn Daniels, Toby Gad, Midi Mafia, RedOne, Soundz és mások is. Az album az amerikai Billboard 200 albumslágerlista 15. helyén nyitott, az első héten 73 000 példányban kelt el, ezzel első heti eladások tekintetében az elmúlt tizennégy év legkevésbé sikeres Brandy-albuma, bár a kritikusok jól fogadták. Az első kislemez, a Right Here (Departed) Brandy legnagyobb sikere lett a 2002-ben megjelent What About Us? óta, de az albumból jóval kevesebb kelt el a vártnál, így csak egy további kislemez jelent meg róla, a Long Distance.

## Felvételek
Az albumra végül felkerült dalok nagy része csak a felvételek késői szakaszában készült el, de Brandy már 2005-ben elkezdett dolgozni az albumon, nem sokkal azután, hogy megvált az Atlantic Recordstól. Még mielőtt új szerződést kapott volna, több dalszerzővel és producerrel is dolgozott, köztük a Maximum Riskkel, Tim & Bobbal, Rockwilderrel, valamint Bryan Michael Coxszal és társával, WyldCarddal, akivel legalább három új dalt szerzett. Cox egy időben az album vezető producerei közt is szerepelt, mint azt megerősítette az AllHiphopnak adott interjújában 2007-ben.
Az énekesnő 2008 tavaszán kezdett új dalokat írni Midi Mafia, RedOne és Toby Gad segítségével, majd újra dolgozni kezdett korábbi mentorával, Rodney Jerkinsszel is, aki az Afrodisiac albumon nem működött közre, mert nem értett egyet azzal, hogy Brandy Timbalanddel is együtt dolgozik. Jerkins „félretette az egóját” és ő lett a Human dalai nagy részének a producere, majd vezető producerként is felváltotta Brian Kennedyt, akinek a dalai végül nem kerültek fel az albumra. Brandy így nyilatkozott arról, hogy Jerkinsszel átdolgozta a meglévő anyagot: „Így, hogy Rodney lett [az első kislemez] producere, innen akartam kiindulni, mert annyiszor dolgoztunk már együtt a múltban. Ez tűnt helyesnek. Úgy éreztem magam, mint aki hazatért, mert annyira jól tudunk együtt dolgozni. Kíváncsi voltam, ezúttal mit tudunk kihozni egymás kreativitásából.”
2008 szeptemberére az énekesnő úgy vélte, elkészült, az Epic Records pedig bejelentette a november 11-ei USA-beli megjelenési dátumot. Ekkor Timbaland felhívta Brandyt és megkérte, rögzítsen pár felvételt vele és pártfogoltjával, J-Rockal. Emiatt az album megjelenését egy hónappal elhalasztották. Ezek a dalok azonban végül nem kerültek fel rá, mert Timbaland nem volt elérhető, hogy felvehessék vele a rá jellemző háttérvokálokat. Terveztek felvételeket Kerry „Krucial” Brothers, Missy Elliott, Greg Curtis, Mack Mckinney, Yung Berg, Tonex, Keri Hilson és Taio Cruz közreműködésével is, de nem sikerült időpontot egyeztetni velük.

## Fogadtatása
A Human a legtöbb zenekritikustól pozitív kritikát kapott, bár túl komolynak és nem túl bulizósnak tartották. A Metacriticen a kritikák összegzésével 100-ból 67 pontot ért el. A legtöbb kritikus egyetértett abban, hogy az album tartalma és dalszövegei nagyon „elgondolkodtatóak”, „sebezhetőséget mutatnak”, „érettek”, „bensőségesek”, „komolyak”, „érzelmesek” és „örömteliek”. Ezenkívül dicsérték Brandy „bársonyos”, „érzelemteli”, „susogó” hangját is.
Az AllMusic szerint Brandy „nyilvánvalóan a komfortzónájában érzi magát, és jobban meg tud nyílni, mint valaha”, az Entertainment Weekly pedig az Afrodisiac albumhoz hasonlítja: „kellemes, de sokkal kevésbé nagyratörő”.
A Human egy héttel a megjelenése után az ötödik helyen nyitott a Billboard Top R&B/Hip-Hop Albums és a tizenötödik helyen a hivatalos Billboard 200 albumslágerlistán. Az első héten eladott 73 000 példánnyal közepesen számít sikeresnek (az előző albumából, az Afrodisiacból kétszer ennyi kelt el az első héten), és első albuma, a 20. helyen nyitó Brandy óta ez az énekesnő legalacsonyabb helyen nyitó albuma a listán. Bár az első kislemez Európában Brandy legsikeresebb dala lett az elmúlt években, a Human a legtöbb slágerlistára fel sem került.

## Számlista
| #                                     | Cím                                                         | Szerzők                                                                            | Hossz |
| ------------------------------------- | ----------------------------------------------------------- | ---------------------------------------------------------------------------------- | ----- |
| 1.                                    | Human Intro                                                 |                                                                                    | 0:19  |
| 2.                                    | The Definition                                              | Cristyle Johnson, Rodney „Darkchild” Jerkins                                       | 3:43  |
| 3.                                    | Warm It Up (With Love)                                      | Marvin „Tony” Hemmings, Rodney Jerkins, Jordan Omley                               | 4:03  |
| 4.                                    | Right Here (Departed)                                       | Evan „Kidd” Bogart, Victoria Horn, Rodney Jerkins, Erika Nuri, David "DQ" Quiñones | 3:39  |
| 5.                                    | Piano Man                                                   | Marvin Hemmings, Rodney Jerkins, Jordan Omley                                      | 3:59  |
| 6.                                    | Long Distance Interlude                                     |                                                                                    | 0:59  |
| 7.                                    | Long Distance                                               | Jeff Bhasker, Rodney Jerkins, Philip Lawrence, Bruno Mars                          | 3:51  |
| 8.                                    | Camouflage                                                  | Rodney Jerkins, Claude Kelly                                                       | 4:04  |
| 9.                                    | Torn Down                                                   | James Fauntleroy, Kevin Risto, Dapo Torimiro, Waynne Nugent                        | 3:32  |
| 10.                                   | Human                                                       | Brandy Norwood, Toby Gad, Jenny-Bea Englishman, Lindy Robbins                      | 3:53  |
| 11.                                   | Shattered Heart                                             | Rodney Jerkins, Crystal Johnson, LaShawn Daniels                                   | 3:53  |
| 12.                                   | True                                                        | Nadir Khayat, Claude Kelly                                                         | 3:44  |
| 13.                                   | A Capella (Something’s Missing)                             | Kenneth C. Coby, Tiyon „TC” Mack, Chad C. Roper, LeChe Martin                      | 3:34  |
| 14.                                   | 1st & Love                                                  | Christopher „Lonny” Breaux, Rich „TK” King, Chauncey Hollis, Jesse Woodard         | 3:20  |
| 15.                                   | Fall                                                        | Natasha Bedingfield, LaShawn Daniels, Brandy Norwood, Brian Seals                  | 4:21  |
| Walmart bónuszdalok                   |                                                             |                                                                                    |       |
| 16.                                   | Long Distance (Mad Decent Right Mad Remix)                  |                                                                                    | 4:56  |
| 17.                                   | Right Here (Departed) (Moto Blanco Radio Edit)              |                                                                                    | 4:32  |
| USA iTunes bónuszdalok                |                                                             |                                                                                    |       |
| 16.                                   | Gonna Find My Love                                          | Brandy Norwood, Toby Gad, Lindy Robbins                                            | 3:27  |
| USA iTunes Deluxe Edition bónuszdalok |                                                             |                                                                                    |       |
| 16.                                   | Gonna Find My Love                                          | Brandy Norwood, Toby Gad, Lindy Robbins                                            | 3:27  |
| 17.                                   | Locket (Locked in Love)                                     | Christopher „Lonny” Breaux, Rich „TK” King                                         | 3:46  |
| 18.                                   | Right Here (Departed) (Mad Decent Right Mad Mix)            |                                                                                    | 4:34  |
| 19.                                   | Long Distance (A Cappella)                                  |                                                                                    | 3:48  |
| 20.                                   | Right Here (Departed) (Seamus Haji & Paul Emanuel Club Mix) |                                                                                    | 10:53 |
|                                       | Right Here (Departed) (videóklip)                           |                                                                                    | 3:43  |
| Japán bónuszdalok                     |                                                             |                                                                                    |       |
| 16.                                   | Gonna Find My Love                                          | Brandy Norwood, Toby Gad, Lindy Robbins                                            | 3:27  |
| 17.                                   | Locket (Locked in Love)                                     | Christopher „Lonny” Breaux, Rich „TK” King                                         | 3:46  |
| 18.                                   | Right Here (Departed) (Remix featuring Sean Kingston)       |                                                                                    | 3:43  |
| 19.                                   | Right Here (Departed) (Moto Blanco Radio Edit)              |                                                                                    | 3:32  |
| 20.                                   | Right Here (Departed) (Seamus Haji & Paul Emanuel Club Mix) |                                                                                    | 10:53 |

## Kislemezek
- Right Here (Departed) (2008. augusztus 25.)
- Long Distance (2008. október 15.)
- A The Definition című dal, bár nem jelent meg kislemezként, a Billboard Hot R&B/Hip-Hop Songs slágerlistára felkerült (111. hely).

## Közreműködők
- Jim Sitterly – zongora
- Daniel Groover, Toby Gad – gitár
- Toby Gad – basszusgitár
- Brandy Norwood – vokálok
- Jens Gad – dob
- Alice Lord – viola
- Adam Messinger – zongora, billentyűsök
- Tania Maxwell Clements, Kee, Red One – háttérvokálok

### Produkció
- Producerek: Chase N. Cashe, Rodney Jerkins, Bruno Mars
- Vezető producerek: Brandon Creed, Rodney Jerkins, Brandy Norwood
- Vokálproducerek: LaShawn Daniels, James Fauntleroy, Bruno Mars, Brandy, Greg Ogan, Soundz, Dapo Torimiro, Bruce Waynne
- Hangmérnökök: Mike Donaldson, Paul Foley, Andy Gwynn, John D. Norten, Greg Ogan, Red One
- Masztering: Brian Gardner
- Design: Fusako Chubachi
- Művészeti tervezés: Fusako Chubachi
- Fényképezés: Michael Brandt

## Helyezések
| Slágerlista (2008)                   | Adatszolgáltató  | Legfelső helyezés |
| ------------------------------------ | ---------------- | ----------------- |
| Francia albumslágerlista             | SNEP/IFOP        | 129               |
| Kanadai Top 50 R&B Album             | CRIA             | 13                |
| USA Billboard 200                    | Billboard        | 15                |
| USA Billboard Top R&B/Hip-Hop Albums | Billboard        | 5                 |
| USA Billboard Top Digital Albums     | 6                |                   |
| Slágerlista (2009)                   | Adatszolgáltató  | Legfelső helyezés |
| Belga (flamand) albumslágerlista     | Ultratop/Nielsen | 81                |
| Belga (vallon) albumslágerlista      | Ultratop/Nielsen | 50                |